# SAP NetWeaver Portal
SAP Enterprise Portal  (до октября 2005 года назывался SAP NetWeaver Portal) — корпоративный веб-портал, входящий в состав SAP NetWeaver компании SAP. Пользователи, находясь как внутри, так и вне компании, и используя только веб-браузер, после аутентификации на портале, являющейся точкой единого входа, получают доступ к корпоративным данным, приложениям и сервисам. SAP Netweaver Portal также предоставляет средства для управления этими знаниями (в терминологии компании SAP), для их анализа и совместного использования.
SAP NetWeaver Portal является платформой для выполнения приложений Web Dynpro или Dyn Page, созданных компанией SAP или клиентом.

## История версий
- SAP Enterprise Portal 5.0 (SAP Web Application Server 6.1)
- SAP Enterprise Portal 6.0 (SAP Web Application Server 6.2 и 6.4)
- SAP NetWeaver Portal 7.0
- SAP NetWeaver Portal 7.3

## Цели использования
Портал используется для различных целей:
- Интернационализация
- Персонализация
- Интеграция
- Авторизация

## Возможности и функции
В число возможностей и функций SAP NetWeaver Portal входит:
- Управление инфраструктурой портала. Портал позволяет создать и гибко настраивать персонифицированный интерфейс доступа пользователя к корпоративным ресурсам.

- Управление знаниями. Портал предоставляет возможности для распространения неструктурированной корпоративной информации и доступа к ней в гетерогенной ИТ-среде.

- Сотрудничество. Портал объединяет пользователей, информацию и приложения в единую среду для коллективной работы. Все средства и каналы сотрудничества доступны напрямую с портала. Эти средства включают кабинеты сотрудничества, групповые дискуссии и телеконференции, чаты и обмен сообщениями, совместное использование приложений и календарь группы.

## Аутентификация
SAP NetWeaver Portal допускает следующие способы аутентификации:
- Имя пользователя и пароль
- SAP Logon Ticket
- Сертификаты x.509 (технология единого входа через Secure Network Communications или Secure Socket Layer)